# 龍屋

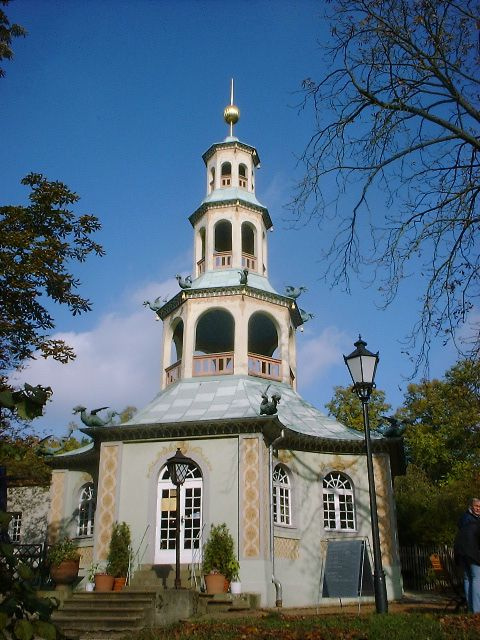

龍屋（德語：Drachenhaus）是德國波茨坦的一座歷史建築，位於無憂宮公園內。這座建築修建於腓特烈二世統治時期的1770年至1772年，外觀採用了當時流行的中國式風格，模仿了中國的寶塔。

## 外部連結
- Potsdam from Above - Drachenhaus （页面存档备份，存于）
- Drachen （页面存档备份，存于）

52°24′22″N 13°01′17″E / 52.40611°N 13.02139°E